# Episodi di Le strade di San Francisco (prima stagione)
La prima stagione della serie televisiva Le strade di San Francisco è stata trasmessa negli Stati Uniti per la prima volta dall'emittente ABC dal 16 settembre 1972 al 12 aprile 1973.
È composta da 26 episodi più un episodio pilota di due ore, inedito in Italia.
In Italia la stagione è stata trasmessa in prima visione sulla Rete 2 dal 14 febbraio 1980 al 27 giugno 1981 senza rispettare l'ordine di trasmissione originale e inserendo cronologicamente episodi tratti invece dalla seconda e terza stagione.
| nº | Titolo originale             | Titolo italiano              | Prima TV USA      | Prima TV Italia  |
| -- | ---------------------------- | ---------------------------- | ----------------- | ---------------- |
| 0  | The Streets of San Francisco |                              | 16 settembre 1972 | inedito          |
| 1  | The Thirty-Year Pin          | Trent'anni di servizio       | 23 settembre 1972 | 21 febbraio 1980 |
| 2  | The First Day of Forever     | L'ultima vittima             | 30 settembre 1972 | 1º luglio 1981   |
| 3  | 45 Minutes from Home         | A 45 minuti da casa          | 7 ottobre 1972    | 4 ottobre 1981   |
| 4  | Whose Little Boy Are You?    | Il bambino conteso           | 14 ottobre 1972   | 2 luglio 1981    |
| 5  | Tower Beyond Tragedy         | La torre della felicità      | 28 ottobre 1972   | 18 giugno 1981   |
| 6  | Hall of Mirrors              | La sala degli specchi        | 4 novembre 1972   | 17 giugno 1981   |
| 7  | Timelock                     | Lotta contro il tempo        | 11 novembre 1972  | 15 giugno 1981   |
| 8  | In the Midst of Strangers    | I predoni della strada       | 25 novembre 1972  | 6 luglio 1981    |
| 9  | The Takers                   | Chi troppo vuole             | 2 dicembre 1972   | 3 luglio 1981    |
| 10 | The Year of the Locusts      | L'anno delle locuste         | 9 dicembre 1972   | 8 luglio 1981    |
| 11 | The Bullet                   | Il proiettile                | 16 dicembre 1972  | 20 giugno 1981   |
| 12 | Bitter Wine                  | Vino amaro                   | 23 dicembre 1972  | 16 giugno 1981   |
| 13 | A Trout in the Milk          | Il bandolo della matassa     | 6 gennaio 1973    | 7 luglio 1981    |
| 14 | Deathwatch                   | Questione di vita o di morte | 13 gennaio 1973   | 10 luglio 1981   |
| 15 | Act of Duty                  | Una donna coraggiosa         | 18 gennaio 1973   | 14 febbraio 1980 |
| 16 | The Set-up                   | Sotto contratto              | 25 gennaio 1973   | 4 luglio 1981    |
| 17 | A Collection of Eagles       | Una collezione di aquile     | 1º febbraio 1973  | 19 giugno 1981   |
| 18 | A Room With a View           | Camera con vista             | 8 febbraio 1973   | 11 luglio 1981   |
| 19 | Deadline                     | Confidenziale                | 15 febbraio 1973  | 30 giugno 1981   |
| 20 | Trail of the Serpent         | La traccia del serpente      | 22 febbraio 1973  | 25 giugno 1981   |
| 21 | The House on Hyde Street     | La casa di Hyde Street       | 1º marzo 1973     | 24 giugno 1981   |
| 22 | Beyond Vengeance             | Vendetta ad oltranza         | 8 marzo 1973      | 23 giugno 1981   |
| 23 | The Albatross                | Gli albatross                | 15 marzo 1973     | 9 luglio 1981    |
| 24 | Shattered Image              | Salvare la reputazione       | 22 marzo 1973     | 24 giugno 1981   |
| 25 | The Unicorn                  | L'unicorno                   | 5 aprile 1973     | 23 giugno 1981   |
| 26 | Legion of the Lost           | La compagnia dei disperati   | 12 aprile 1973    | 9 luglio 1981    |

## Trent'anni di servizio
- Titolo originale: The Thirty-Year Pin
- Diretto da: Bernard L. Kowalsky
- Scritto da: Robert Lewin

### Trama
"Non si ferma un vecchio mastino come te con un proiettile, ci vuole ben altro!"
L'agente Gus Charnovski, trent'anni di servizio alle spalle e prossimo alla pensione, viene gravemente ferito mentre tenta di sventare una rapina. Il tenente Mike Stone, ex compagno di squadra di Gus e suo amico di lunga data, è deciso ad utilizzare tutti i mezzi per catturare il rapinatore, confondendo il piano personale con quello professionale. Tocca al giovane collega, l'ispettore Steve Keller, impedire che la rabbia di Mike si trasformi in vendetta compromettendo inevitabilmente le indagini.
- Guest star Edmond O'Brien (Oscar come migliore attore non protagonista per La contessa scalza), Eileen Heckart (Oscar come migliore attrice non protagonista per Le farfalle sono libere), David Opatoshu e Tim O'Connor.

## L'ultima vittima
- Titolo originale: The First Day of Forever
- Diretto da: Walter Grauman
- Scritto da: Robert W. Lenski

### Trama
"Tu la nascondi e io stano la selvaggina!"
La prostituta Beverly Landau riesce a fuggire ad un'aggressione di un maniaco che ha già ucciso tre volte. Mike incarica Steve della protezione di Beverly, poi studiando la rubrica personale della donna la confronta con l'agenda dell'ultima vittima del killer per verificare se trova dei nomi comuni da cui partire nelle indagini. Ben presto il maniaco scopre dove Steve e Beverly sono nascosti.

## A 45 minuti da casa
- Titolo originale: 45 minutes from home
- Diretto da: Walter Grauman
- Scritto da: Robert I. Holt

### Trama
Un informatore farmaceutico di mezza età, felicemente sposato, in trasferta a San Francisco per un congresso, a soli 45 minuti di aereo da casa (cit. versione italiana, telefonata tra i coniugi), si trova coinvolto suo malgrado nel brutale assassinio di una giovane hippie. Il Tenente Stone, in principio perplesso sulle ambiguità che presenta il caso, riesce, grazie anche all'aiuto del giovane ma arguto ispettore Keller, a trovare la pista giusta.

## Il bambino conteso
- Titolo originale: Whose Little Boy Are You?
- Diretto da: Walter Grauman
- Scritto da: Cliff Gould, Donn Mullally

## La torre della felicità
- Titolo originale: Tower Beyond Tragedy
- Diretto da: Walter Grauman
- Scritto da: Morton S. Fine
- con Edward Mulhare e Stefanie Powers

## L'unicorno
- Titolo originale: The Unicorn
- Diretto da: Virgil W. Vogel
- Scritto da: Morton S. Fine, Jerry Ziegman

## La compagnia dei disperati
- Titolo originale: Legion of the Lost
- Diretto da: Robert Douglas
- Scritto da: Calvin Clements Jr.